# Девала
Девала — древнеиндийский ведийский мудрец (риши), которому приписывается несколько гимнов. Считался великим авторитетом («нарадой» и «вьясой»); упоминается Арджуной в «Бхагавад-гите» (10.13).
Существовало, кроме того, несколько Девал: один был астрономом, другой автором одного свода законов; дед знаменитого индийского грамматика Панини также именовался Девалой, по-видимому, одно лицо с Девалом-законодателем.
Также Девала — олицетворение музыки в виде женщины.